# 兵庫県道544号丸山南新町線
兵庫県道544号丸山南新町線（ひょうごけんどう544ごう まるやまみなみしんまちせん）は、兵庫県丹波篠山市を通る一般県道である。

## 概要
丹波篠山市丸山から丹波篠山市南新町に至る。

### 路線データ
- 起点：丹波篠山市丸山
- 終点：丹波篠山市南新町（河原町三差路交差点、兵庫県道77号篠山山南線交点）
- 総延長：6.042 km

## 地理

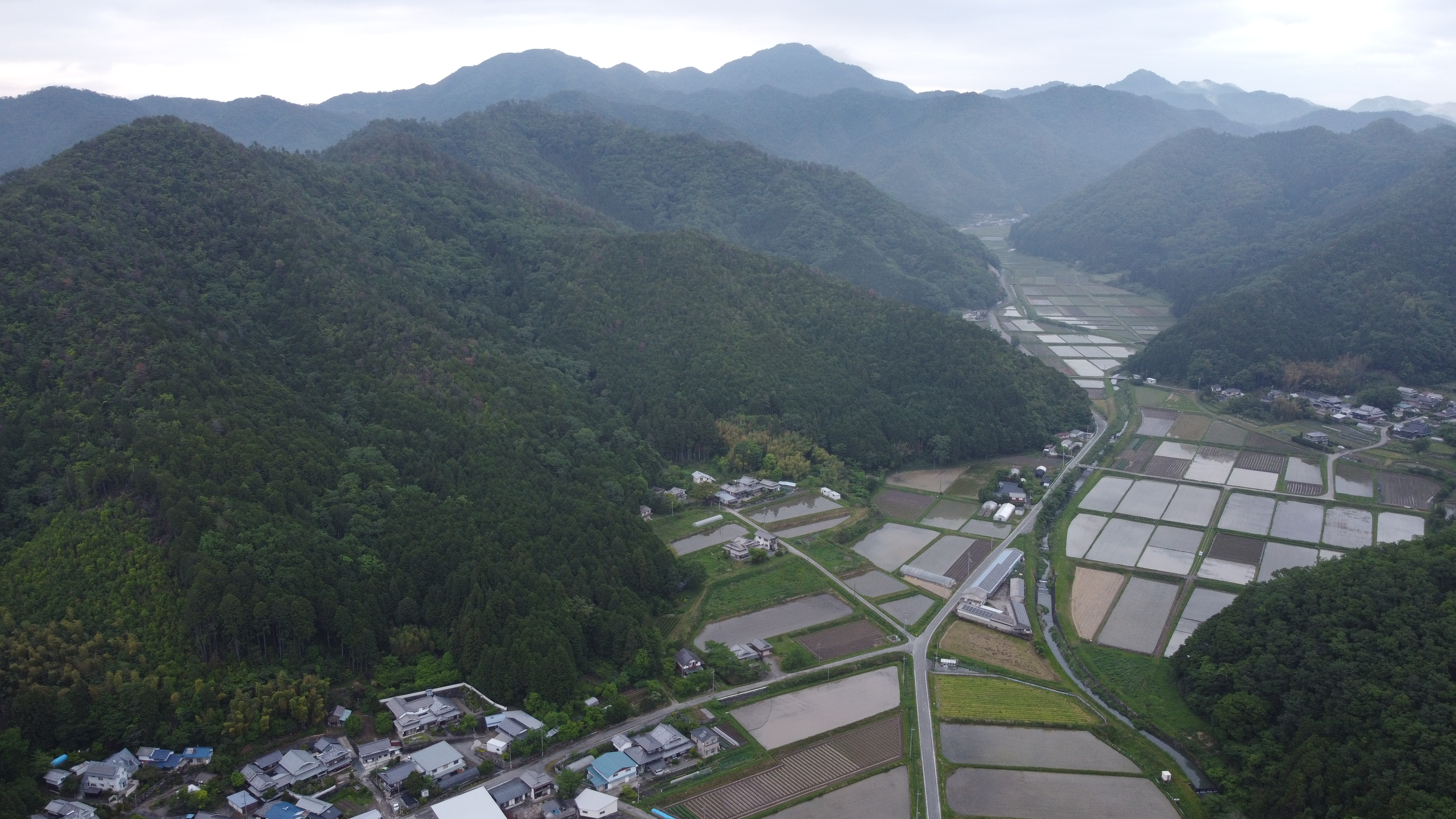
兵庫県道544号丸山南新町線
丹波篠山市佐倉

### 通過する自治体
- 丹波篠山市

### 交差する道路
| 交差する道路              | 交差する場所 | 交差する場所              |
| ------------------------- | ------------ | ------------------------- |
| 兵庫県道301号本郷東浜谷線 | 黒岡         | 城北交差点                |
| 兵庫県道77号篠山山南線    | 南新町       | 河原町三差路交差点 / 終点 |

### 沿線
- 兵庫県立篠山鳳鳴高等学校
- 丹波篠山市立城北畑小学校
- 篠山警察署 篠山交番
- 篠山川